# 막심 리트비노프
막심 막시모비치 리트비노프(러시아어: Макси́м Макси́мович Литви́нов, 러시아어 발음: [mɐˈksʲim mɐˈksʲiməvʲɪtɕ lʲɪˈtvʲinəf], 1876년 7월 17일 ~ 1951년 12월 31일)는 소비에트 연방의 유대계 정치인이자 외교관으로, 소비에트 연방의 외무인민위원, 주 미국 대사 등을 지냈다.